# Сабо-Орбан, Ольга
Ольга Орбан (рум. Olga Orban, 9 октября 1938 — 5 января 2022) — румынская фехтовальщица, чемпионка мира и призёр Олимпийских игр. Вышла замуж за ватерполиста Александру Сабо (рум. Alexandru Szabo) и взяла фамилию мужа.

## Биография
Родилась в 1938 году в Клуже. Сначала занялась гимнастикой, затем переключилась на фехтование на рапирах.
В 1956 году на Олимпийских играх в Мельбурне завоевала серебряную медаль в личном первенстве. В 1960 году на Олимпийских играх в Риме стала 5-й и в личном, и в командном первенстве.

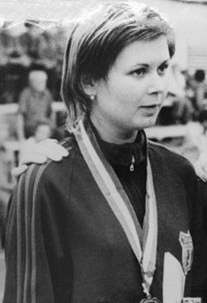
Ольга Сабо-Орбан в 1960-е годы

## Спортивные достижения
В 1961 году стала обладательницей бронзовой медали чемпионата мира. В 1962 году стала чемпионкой мира в личном первенстве. В 1964 году приняла участие в Олимпийских играх в Токио, но там стала 9-й в личном первенстве и разделила 5-е место с командой. В 1965 году завоевала две серебряных медали чемпионата мира. На чемпионате мира 1967 года завоевала бронзовую медаль.
В 1968 году стала бронзовой призёркой Олимпийских игр в Мехико в командном первенстве, а в личном зачёте опять была 9-й. В 1969 году опять стала чемпионкой мира. На чемпионате мира 1970 года стала обладательницей серебряной и бронзовой медалей. В 1972 году стала бронзовым призёром Олимпийских игр в Мюнхене в командном первенстве.
Скончалась 5 января 2022 года.